# Critics' Choice Super Awards
De Critics' Choice Super Awards zijn filmprijzen die sinds 2021 jaarlijks worden uitgereikt door de Critics Choice Association om de beste genre-fictiefilms, televisie- en homemedia-releases, waaronder actie-, superhelden-, horror-, sciencefiction-, fantasy- en animatiefilms, te bekronen.

## Geschiedenis
De prijzen werden voor het eerst bekendgemaakt op 12 oktober 2020 door de Critics Choice Association. Volgens waarnemend CEO van de vereniging, Joey Berlin, zijn de Critics' Choice Super Awards in het leven geroepen om "de genialiteit, creativiteit en artistieke uitmuntendheid te erkennen die wordt getoond in genres die veel te lang over het hoofd zijn gezien door andere prijsuitreikingen." De eerste uitreikingsceremonie vond virtueel plaats wegens de coronapandemie en werd op 10 januari 2021 uitgezonden op The CW.

## Categorieën

### Film
- Beste actiefilm
- Beste acteur in een actiefilm
- Beste actrice in een actiefilm
- Beste animatiefilm
- Beste stemacteur in een animatiefilm
- Beste stemactrice in een animatiefilm
- Beste superheldenfilm
- Beste acteur in een superheldenfilm
- Beste actrice in een superheldenfilm
- Beste horrorfilm
- Beste acteur in een horrorfilm
- Beste actrice in een horrorfilm
- Beste sciencefiction / fantasyfilm
- Beste acteur in een sciencefiction / fantasyfilm
- Beste actrice in een sciencefiction / fantasyfilm
- Beste schurk in een film

### Televisie
- Beste actieserie
- Beste acteur in een actieserie
- Beste actrice in een actieserie
- Beste animatieserie
- Beste stemacteur in een animatieserie
- Beste stemactrice in een animatieserie
- Beste superheldenserie
- Beste acteur in een superheldenserie
- Beste actrice in een superheldenserie
- Beste horrorserie
- Beste acteur in een horrorserie
- Beste actrice in een horrorserie
- Beste sciencefiction / fantasyserie
- Beste acteur in een sciencefiction / fantasyserie
- Beste actrice in een sciencefiction / fantasyserie
- Beste schurk in een serie